# Бял щъркел
Белият щъркел (Ciconia ciconia) е вид едра птица, представител на семейство Щъркелови. Гнезди и отглежда потомството си в Европа (включително и България), Северна Африка, Близкия изток и Централна Азия. Извършва сезонна миграция в Субсахарска Африка, Западна Индия и по-рядко в южните части на Арабския полуостров.
Възрастната птица има характерен вид с почти напълно бяло оперение, черни махови пера, дълъг врат, дълги червени крака и дълъг червен заострен клюн. Дължината на тялото от върха на клюна до края на опашката е 100 – 115 cm, а размахът на крилете е 155 – 215 cm. Формата и размерът на крилете помагат при миграциите на дълги разстояния, като позволяват на птицата да се рее и да използва топлите въздушни течения, за да пести енергия.
Видът е синантропен и гнезди в селища или в непосредствена близост до тях. Изгражда гнездата си върху комини, стълбове от електропреносната мрежа, покриви, паметници и все по-рядко върху стари изсъхнали дървета. Гнездото е с големи размери, ежегодно се ремонтира и освен за гнездене на белия щъркел служи за подслон на други видове дребни птици. Образува постоянни двойки, които ежегодно отглеждат по едно поколение от 1 до 6 малки. Малките за няколко месеца укрепват и отлитат с родителите си при есенната миграцията на юг.
Промените в околната среда в районите на гнездене и зимуване имат силно въздействие върху оцеляването на вида. Осигуряването на спокойствие на птиците при извършването на миграциите и по местата за почивка по маршрута е също от решаващо значение за ограничаване на смъртността при изтощителните прелети. Макар и добре познат, поради близкото си съжителство с човека, белият щъркел е изключително чувствителен вид. В продължение на столетия той успява да живее съвместно с хората и отново човешката дейност се оказва решаващ фактор за съществуването на вида.
Над България преминава най-големият миграционен поток на вида към Африка и обратно. Тук се събират птиците от източната миграционна популация и образуват огромни ята, които почиват и набират сили на няколко места по Българското Черноморие.
Белият щъркел носи разнообразна символика при различните народи, които са водили съвместен живот с него в продължение на столетия. Приема се, че носи семеен уют и щастие за дома, над който гнезди. Символ е на плодородието и родителските грижи. Щъркелът е хищник, като основната му плячка са дребни гризачи, които са вредители по полските култури. Счита се, че оказва пряко въздействие върху осигуряването на храната за хората. Ежегодните миграции, водещи до изчезването на птиците в края на лятото и повторната им поява след края на студената зима са предпоставка за възникването на множество митове. Щъркелът е птицата, която за българите символизира идването на пролетта. Обичаят на носенето на мартеници е също свързан с белия щъркел. Който види щъркел, трябва да свали мартеницата от гърдите си, да я остави под камък или завърже на разцъфнало клонче.

## Класификация
Белият щъркел е една от многото птици описани през 1758 г. от шведския натуралист Карл Линей Тогава той нарича птицата с името Ardea ciconia. През 1760 г. френският зоолог Матюрен Жак Брисон отделя вида в нов род Ciconia. И двете имена – видовото и родовото, cǐcōnia, произлизат от латинската дума за щъркел. Птицата е наречена с това име в трудовете на Хораций и Овидий.
Белият щъркел има два подвида:
- Ciconia ciconia ciconia – основният подвид описан от Карл Линей през 1758 г. Гнезди в Северозападна Африка голяма част от Европа и западните части на Азия. Малка популация от този подвид гнезди в Капската провинция на ЮАР в най-южните части на Африка. В края на лятото мигрират в Субсахарска Африка, където презимуват.[9] Незначителна част от птиците зимуват в Индия.[10] По данни от 1999 г. (Schulz) източната миграционна популация наброява 552 000 птици с около 132 718 – 134 718 гнездящи двойки, а числеността на западната възлиза на 112 000 птици с 29 866 гнездящи двойки.[11]
- Ciconia ciconia asiatica – този подвид е описан от руския зоолог Николай Северцов през 1873 г. Представителите му гнездят в Туркестан, а зимуват в райони от Иран до Индия. Те са малко по-едри от основния подвид, а по численост са значително по-малко.[9][12] По данни от 1999 г. (Shernazarov) гнездящите двойки на този подвид възлизат едва на 1450 броя.[11]

До 1992 г. към вида на белия щъркел е причисляван и трети подвид Ciconia ciconia boyciana (Swinhoe, 1873). Същият е отделен като самостоятелен вид Ciconia boyciana (Hancock et al. 1992) с името Далекоизточен или Черноклюн щъркел.

### Изкопаеми останки
Фосилни останки от щъркелова птица са открити на остров Русинга в езерото Виктория, Кения. Те са от миоцен на възраст 24 – 6 милиона години и представляват дистален край на дясна раменна кост от ранен представител на бял или черен щъркел. Останките не могат да бъдат класифицирани с точност поради близкото устройство на тялото и големина на двата вида. Други сходни останки са открити и на остров Мабоко от Среден Миоцен. В България субфосилни находки от среден и късен холоцен са намерени от палеоорнитолога проф. Златозар Боев в няколко древни селища – Долнослав (Асеновградско), Кабиле (Ямболско), Вила Армира (Ивайловградско), крепостта Баба Вида и други.

## Физиологични особености
Белият щъркел е голяма птица. Тя е с дължина на тялото 100 – 115 cm, размах на крилете 195 – 215 cm и тегло 2,3 – 4,54 kg. Както всички представители на семейството има дълги крака, дълга шия, и дълъг, прав, заострен клюн. Представителите на двата пола са идентични на външен вид, с тази разлика, че мъжките са по-големи от женските. Перата на тялото са бели, а по крилете са черни. Черният цвят на оперението се дължи на пигмента меланин. Гръдните пера са дълги и накъдрени, като така образуват своеобразна грива, която се използва от някои индивиди при ухажването. Ирисите са матово кафяви или сиви, а околоорбиталната кожа е черна. Възрастните птици са ярко червен клюн и червени крака, оцветяването на които се дължи от каротиноиди в диетата. В някои части на Испания е установено, че пигментацията на клюна и краката се дължи на пигмента астаксантин. Той попада в птиците от рака Procambarus clarkii, който е привнесен за Испания вид. Червеният цвят при такива щъркели е значително по-ярък, като дори голишарчетата имат червена пигментация на клюна.
Подобно на други сродни видове, крилата на белия щъркел са дълги и широки и дават възможност на птицата да се рее при полет. Размахването на крилете е плавно и постоянно. При полет шията е изпъната напред, а дългите крака са изпънати назад. като леко излизат зад перата на опашката. По земята върви бавно и със стабилно темпо при изпънат нагоре врат. В случаите, когато си почива, извива врата си, като поставя главата под крило. Линеенето не е добре проучено, но изглежда че се извършва през цялата година, като основните махови пера се заменят през размножителния сезон.
При излюпването си голишарчетата са частично покрити с къса, рядка, белезникава перушина. Около седмица по-късно тя се заменя с по-гъста перушина от вълнест бял пух. На около триседмична възраст израстват и черни махови пера. Краката на новоизлюпените са сиво-черни, като с напредване на възрастта стават червени. Подобно е положението и с клюна – при излюпването е черен с кафеникав връх. Макар че оперението на младите птици при отделянето от родителите е подобно на тяхното, то носи все още следи, че птицата е млада. Краката и клюнът не са така ярко зачервени, а върхът на клюна продължава да бъде тъмен. Младите бели щъркелчета получават оперение като на възрастна птица едва към втората си година.

## Разпространение
По приблизителни оценки на числеността на вида се смята, че Полша е страната, в която гнездят около 25% от популацията му. По данни от 2004 г. в страната гнездят 52 500 двойки. В съседните на нея страни числеността на вида е също голяма – в Украйна са около 12 – 18 хил. двойки, в Беларус 10,5 – 13 хил. двойки. В Литва числеността им е около 10 хил. двойки, като този показател я прави страната с най-гъстата популация на бели щъркели. В Латвия те наброяват 8,5 хил. двойки, а на север в Естония намаляват до около 4 хил. В Германия гнездят около 3400 двойки, като 3000 от тях са на територията на бившата ГДР. В страните от Югозападна Азия Турция е страната с най-многочислената популация – 15 – 35 хил. двойки. От западната миграционна популация (по оценки от 2008 г.) най-многочислени са представителите в Испания (14 хил. двойки) и Португалия (10 хил. двойки). Макар в миналото в Дания гнездящите двойки да са били около 4 хил. то през 1995 г. те наброявали едва 5, а през 2005 г. двойките вече са три. През 1980-те години броят на белите щъркели в долното течение на река Рейн драстично намалява и видът е на ръба да изчезне. Благодарение на програми за реинтродукция, както тук, така и в съседни региони, числеността на двойките бели щъркели се увеличава, като в началото числеността им е достигнала до: Нидерландия (9 – 12), Италия (30) и Швейцария (120 – 160). През 2008 г. броят на белите щъркели в Нидерландия е бил около 700 двойки. Подобни програми за реинтродукция на вида действат и в Швеция и Швейцария.
Известни са няколко двойки бели щъркели, които гнездят в крайните южни части на Африка, които са нормални обитатели в район, който частично се покрива със зимните местообитания на мигриращите представители. Никога обаче гнездящите двойки в ЮАР не са надвишавали 10. Първата гнездяща двойка е забелязана през 1933 г. в околностите на градчето Оудсхорн. До 1940 г. птиците давали потомство, след което двойката изчезнала. Следващата гнездяща двойка била забелязана в околностите на Бредасдорп, като в края на 1950-те години станали 4. През 2000 г. тук останала само една двойка. В периода 1960 – 1976 г. една двойка е гнездяла в района на Мосъл Бей. В средата на 1970-те в зоопарка на Кейптаун бели щъркели изграждат гнездо върху клетките на животните. През 1975 г. дори гнездото се намирало над клетката на лъвовете. През годините местоположението на гнездата се меняло, променяла се е и числеността на гнездящите двойки. През 2000 г. те се увеличили до 5, като едно от гнездата се намирало над клетката на пантерите. Няма данни обаче дали поколението на гнездящите в ЮАР двойки извършва сезонни миграции към Европа или остава в Африка.
Скитащи или прелитащи екземпляри на вида могат да бъдат наблюдавани и на север от районите на гнездене – във Финландия, Великобритания, Исландия, Ирландия, Норвегия и Швеция, както и Азорските острови и Мадейра.
Интересен факт е, че във Великобритания през 2004 г. е наблюдавана за пръв път да гнезди двойка от близо 600 години. Това става в графство Западен Йоркшър. За последен път гнездящи щъркели в Британия са наблюдавани през 1416 г. на катедралата Сейнт Джайлс в Единбург.
Местата на гнездене на азиатския подвид се намират в историческия регион Туркестан. Птиците се срещат в район от Аралско море на запад до границите на Синдзян-уйгурския автономен регион на Китай на изток. Смята се, че Синдзянската популация изчезва през 1980-те.

### Разпространение в България
В България са извършвани три официални преброявания както следва 1979/81 (в някои окръзи и през 1984 г.), 1994/95 г. и последното, проведено през 2004 – 2005 г. При него са преброени 4818 двойки.
| Област         | 1979/84 | 1994/95 | 2004/05 | Област    | 1979/84   | 1994/95 | 2004/05 | Област            | 1979/84     | 1994/95 | 2004/05 |
| Благоевград    | 195     | 130     | 225     | Ловеч     | 152       | 101     | 141     | Смолян            | 6           | 0       | 1       |
| Бургас         | 399     | 244     | 284     | Монтана   | 386       | 394     | 270     | Област София-град | 147         | 85      | 101     |
| Варна          | 116     | 110     | 93      | Пазарджик | 160 (179) | 149     | 157     | Област София      | 348         | 280     | 363     |
| Велико Търново | 214     | 163     | 195     | Перник    | 111       | 90      | 81      | Стара Загора      | 275         | 235     | 235     |
| Видин          | 209     | 203     | 159     | Плевен    | 330       | 296     | 312     | Търговище         | 86          | 83      | 90      |
| Враца          | 190     | 189     | 245     | Пловдив   | 422 (395) | 355     | 486     | Хасково           | 265         | 243     | 433     |
| Габрово        | 44      | 45      | 36      | Разград   | 149       | 83      | 106     | Шумен             | 132         | 80      | 75      |
| Добрич         | 88      | 60      | 65      | Русе      | 130       | 94      | 119     | Ямбол             | 296         | 206     | 214     |
| Кърджали       | 113     | 40      | 79      | Силистра  | 180       | 112     | 109     | Общо              | 5413 (5405) | 4225    | 4818    |
| Кюстендил      | 101     | 80      | 76      | Сливен    | 169       | 75      | 68      |                   |             |         |         |
| -------------- | ------- | ------- | ------- | --------- | --------- | ------- | ------- | ----------------- | ----------- | ------- | ------- |

Най-много от двойките гнездят в Пловдивска, Хасковска, Софийска и Плевенска област, а най-малко са в района на Габрово и Смолян. Населените места с най-много гнездящи щъркелови двойки са:
- Драгушиново – 36 двойки,
- Козлодуй – 27 двойки,
- Съединение – 26 двойки,
- Раковски и Белозем по 25 двойки,
- Кулата, Равно поле и Иваново по 21 двойки,
- Поповяне и Караджалово по 20 двойки.

По показател плътност на двойките средната за страната е 4,3 двойки на 100 km². Най-висока е в областите Пловдив (8,1), Хасково (7,8), София-град (7,5) и Монтана (7,5), а най-ниска в Смолян (0,03). Птиците гнездят основно в населени места. При последното преброяване само 470 двойки (8,2%) са гнездели извън селища и то основно в обширни влажни райони. Тогава двойките са отгледали 12 032 броя птици достигнали до степен младежко оперение.
По процент на отгледани малки двойките биват: с едно – 4,7%, с две – 27,9%, с три – 44,2%, с четири – 19,4% и с пет – 2,0%. Разликата се дължи на това, че при преброяването е имало двойки с неустановен брой малки или без отгледани такива.
В България белият щъркел обитава райони от морското ниво до 1317 m надморска височина. Разпределението по надморска височина е следното:
- 0 – 49 m – 393 двойки,
- 50 – 99 m – 670 двойки,
- 100 – 199 m – 1732 двойки,
- 200 – 299 m – 858 двойки,
- 300 – 499 m – 512 двойки,
- 500 – 699 m – 388 двойки,
- 700 – 999 m – 253 двойки,
- 1000 – 1299 m – 11 двойки,
- 1300 – 1317 m – 1 двойка.

От преброените 5703 гнезда, 155 са обитавани от самотни птици, а 730 са необитаеми. От тях 3949 броя са изградени върху електрически стълбове, върху сгради са 944 (повече от половината от тях са върху комини). Други 679 гнезда са изградени върху дървета. Като видово разнообразие те биват съответно – акация (29%), топола (14%), черница (12%), гнезда са установени и върху бор, дъб, ясен, орех, липа и други.
В сравнение с предходни преброявания се наблюдава тенденция към увеличаване на гнездата изградени върху електрически стълбове, камбанарии на църкви и паметници. Увеличава се и броят на гнездата изградени върху специално създадени от хора платформи, които създават безопасни условия на гнездене. В същия момент рязко спада броят на гнездата изградени върху дървета.
Ежегодно фондация EuroNatur присъжда титлата „Европейско село на щъркелите“. През 2005 г. същата е дадена на пловдивското село Белозем. Тук гнезди една от най-големите колонии на вида в България. На покрива на ОУ „Гео Милев“ са изградени 20 гнезда. От 2006 г. всяка пролет в селото се организира „Фестивал на Белия щъркел“. В началото на април в софийското село Мрамор ежегодно под патронажа на Министерството на околната среда и водите се организира фестивал на белия щъркел. Убийството на бял щъркел в България е забранено още през 1892 г. Видът е поставен под закрилата на Закона за лова.

### Миграции
Представителите на европейския подвид извършват ежегодни миграции към Африка и обратно. Птиците се събират на ята които често достигат до 20 000 индивида, придвижват се поединично или на малки групи, като се включват в ятата на пеликани, черни щъркели или грабливи птици. За да прелетят до Черния континент е нужно да заобиколят Средиземно море, а в по-редки случаи да прелетят над него. Поради тази причина представителите се подразделят на две огромни миграционни популации, всяка от които ползва определен маршрут. Западният коридор за миграция преминава през най-кратката водна връзка свързваща Стария континент с Африка – Гибралтарския пролив. Оттук преминават към страните от Западна Африка на юг от Сахара. Вторият поток се нарича Черноморско – Средиземноморски. Той събира щъркелите от Централна и Източна Европа и през югоизточния ъгъл на Балканите през Босфора или Дарданелите преминава към страните от Близкия изток, като заобикаля Средиземно море от изток. Малка част от прелетните птици обикалят Черно море по източните му брегове. След като достигне Египет се спуска на юг по Нил до Централна и Южна Африка. При източния миграционен поток се образуват сборища от много индивиди по пътя му, които учените наричат „гърло на бутилка“. Такива места са Босфора, и по на юг в района около израелския курорт на Червено море, Ейлат. Оттук птиците преминават към Африка. В района на Израел малка част от мигриращите птици се отделя на югоизток към Оман. Изследване на зимуващите бели щъркели в Оман установява, че голяма част от птиците са опръстенени в България и Гърция. За западната миграционна популация т.нар. „гърло на бутилка“ е Гибралтарският пролив.
Значително по-малки ята прелитат над Средиземно море, като ползват коридорите през Апенинския полуостров, Сицилия, Малта до Тунис и този през Южна Гърция, Крит до Либия. Своеобразната граница на двете миграционни популации, които гнездят в Европа минава през Германия приблизително по поречието на река Елба. Други автори изместват границата в югозападна посока. Тя минава между Оснабрюк и планината Харц в Северна Германия и от там се спуска на юг по 11-ия меридиан. Всички, които гнездят североизточно и източно от тази линия спадат към източната миграционна популация. Продължението на линията от Оснабрюк в западна посока преминава през Нидерландия. Някои от двойките в страната мигрират на югоизток през Босфора, а реинтродуцираните представители отлитат на юг през Гибралтар.
Основният поток на европейската популация преминава над територията на България. При извършени преброявания е установено, че ежегодно през защитената местност Пода край Бургас прелитат и остават да починат щъркели, чиято численост съставлява 75% от европейската популация на вида. Местността се намира на основния път на прелетните птици Виа Понтика. Района на Бургаския залив е място, където са поставени два рекорда относно числеността на птиците прелитащи над България. През 1981 г. оттук са преминали 227 хил. мигриращи бели щъркели в едната посока, а през 2001 г. е преброено най-многочисленото ято от този вид – 27 800 броя. В Западна България минава вторият, значително по-малък миграционен път наречен Виа Аристотелис. Описан от Аристотел пътят е с посока север – юг основно по поречието на Струма и в по-малка степен това на Места. Това е и миграционният път преминаващ над София.
За разлика от дребните мигриращи птици, щъркелите, подобно на пеликаните и други едри хищни птици, мигрират основно над сушата и така обикалят големите морета, като Черно и Средиземно. Причината за това е, че денем земята се нагрява от слънцето, като в късния следобед започва да отдава натрупаната топлина на въздуха над нея. По този начин се образуват топли въздушни потоци, които се издигат нагоре в атмосферата. Тези потоци са изключително подходящи за мигриращите едри птици, които се възползват от тях. По този начин птиците се реят над земната повърхност, като преминават огромни разстояния към набелязаната посока. Така пестят значителна енергия, като свиват крилете си доста рядко. Изследванията сочат, че образуваните термални потоци определят височината на полета и скоростта. Така например е установено, че мигриращите над Израел бели щъркели прелитат на височина 500 – 1060 m през пролетта и на 670 – 1640 m през есента. Среднодневно белият щъркел може да измине от 200 до 400 km. Поради гореизброените причини белите щъркели мигрират през деня, а нощем почиват. Интересен факт е, че при миграцията си на юг птиците изминават разстоянието около два пъти по-бавно в сравнение с обратния път, който изминават напролет в посока север. Пътят от Източна Европа до Субсахарска Африка се изминава за по-малко от месец при средна скорост на полета от 38,2 km/h и средна дневна продължителност от 8 часа и 48 минути.
Зимните местообитания при европейския подвид се намират в Африка – основно в Сахел и района на Източноафриканската рифтова долина. Западната миграционна популация зимува в Сахел в частта му между Атлантическото крайбрежие при Сенегал до езерото Чад на изток. Основната концентрация на бели щъркели обаче се намира в района на вътрешната делта на река Нигер в Мали. Други индивиди зимуват около непресъхващи водоеми в източен и централен Сахел. Източната миграционна популация зимува в район южно от 14-ия паралел в Чад и Судан до ЮАР. През септември и октомври прелетните птици достигат северните части на тази зона, остават за няколко седмици или месец, а след това поемат отново на юг. Най-високи концентрации на зимуващи бели щъркели има в Танзания, Зимбабве и ЮАР. Единични бели щъркели остават да зимуват на Иберийския полуостров, Балканите и Турция. Азиатският подвид извършва по-кратки миграции. Зимува около водоеми в Южен Иран, Пакистан и Индия в район намиращ се в близост до Арабско море.

## Исторически сведения
През последните няколко хиляди години и особено през последните столетия числеността, състава и разпределението на популацията на белия щъркел е в пряка зависимост от човешката дейност. Преди около десет хиляди години птиците гнездели в Северна Африка. След края на последната Ледникова епоха обаче климатът се затопля, като се променя и характера на водните източници, флората и фауната в районите където се отдръпват ледовете. Европа се превръща в гъста гора и само реки прорязват континента, като създават сравнително минимални условия за гнездене и намиране на храна на прелетните птици. Поради тази причина числеността на птиците в континента не нараства значително. Значителна промяна настъпва с постепенното изсичане на горски масиви от хората, които се установяват на континента. Това става първо на юг в Средиземноморието, като постепенно границата се измества на север. Така се откриват огромни площи, които създават идеални условия за белите щъркели да намират плячка. Това е и периодът, когато птиците започват да гнездят в близост или в човешките селища. Хората обаче бързо успяват да овладеят природните сили на континента. Сред тях влизат и водните източници – пресушават блата, променят коритата на реките, изграждат диги и изкуствени водоеми. Това коренно променя условията на живот на белия щъркел. Ето защо в тези райони птиците престават да гнездят, като се изместват към други, предлагащи по-благоприятни условия. Типичен пример за това са страни като Великобритания, Нидерландия, Северна Франция, Западна Германия, Белгия и Дания. Стига се дотам, че във Великобритания видът престава да гнезди, а в останалите страни гнездят единични двойки.
Замърсяването на почвата и водите от своя страна прекъсва хранителната верига и така обширни територии престават да дават подходящи условия за живот на птиците. Отравянето на видовете, които са потенциална плячка за щъркела, също създава условия за отравяне и на птиците, които ги консумират.

## Поведение
Белият щъркел е общителна птица. Образува ята от хиляди птици, в които може да се включват и други мигриращи видове птици по пътя им към Африка и обратно. Белите щъркели недостигнали полова зрялост се събират на ята от по 40 – 50 индивида по време на размножителния сезон. В летовищата в Африка е наблюдаван да съжителства и намира прехрана съвместно с по-дребния и по-тъмен Абдимов щъркел. Макар и по-рядко гнездящите двойки се събират в малки колонии, които варират по големина и социална структура. Например по-младите щъркелови двойки заемат периферните гнезда, а възрастните двойки постигат по-голям успех при отглеждането на малките поради мястото, което заемат в гнездящата колония. Социалната структура и взаимодействие между представителите се поддържа от алтруистично поведение, като например съвместно пощене и разресване на перушината. Белите щъркели проявяват това поведение само в местата за гнездене. Изправените птици чистят с клюна си перата на седналата в гнездото птица, родителите чистят перата на малките и понякога малките се почистват едно друго. За разлика от повечето видове щъркели, белият никога не застава в поза с разперени крила. Възможно е да държи отпуснати крилата си надолу в случай на мокра перушина.
Изпражненията на белите щъркели, подобно на всички птици съдържат фекални маси и урина. Често при топло време щъркелите се изхождат върху краката си, като същите стават бели. Процесът се нарича урохидроза и с него се цели охлаждане на организма посредством изпарението на водата от изпражненията. При опръстенените птици е възможно засъхнала фекална маса да се натрупа между пръстена и крака, което да доведе до притискане и нараняване на крайника. Бял щъркел е наблюдаван да носи вода за пиене на малките си, като изстисква с клюна си напоен с вода мъх в клюновете им. Това поведение някои учени приемат за използване на инструмент от животно.

### Хранене
Белите щъркели консумират животинска храна, която е изключително разнообразна. Птиците я намират обикновено по открити площи – ливади, изорани и засети ниви, в близост до водоеми, които се намират на отстояние до около 5 km от гнездото. Диетата им варира според сезона, местността която обитават и характера на животинската плячка в средата, в която се намира гнездото. В менюто му влизат насекоми (предимно бръмбари, скакалци, щурци), земни червеи, влечуги, земноводни, особено жаби (най-вече зелена водна жаба и планинска жаба), малки бозайници, като полевки, къртици и земеровки. По-рядко сред храната им попадат птичи яйца, млади птици, риба, мекотели, ракообразни и скорпиони. Ловуват главно през деня, като малката плячка я поглъщат цяла, но убиват и частично разкъсват по-едрата преди да я погълнат. Установено е, че при завръщането си от юг през пролетта в Латвия щъркелите успяват да открият своята плячка, съставена от жаби, като се насочват от звуците, които издават мъжките при приканването за чифтосване. Средно на ден щъркелът изяжда около 20 – 25 мишки и полевки и 3 – 4 жаби.
Диетата на белите щъркели недостигнали полова зрялост е подобна на тази на гнездящите птици, но храната си те намират по-често в по-сухи области. Белите щъркели, които зимуват в Западна Индия, са наблюдавани да следват антилопите гарна, като се възползват от насекомите, които бягат от копитата им. Зимуващите бели щъркели често ловуват заедно с щъркелите от вида Ciconia episcopus При зимуващите в Африка щъркели е наблюдавано поведение на изчакване на бягаща от сезонни пожари плячка. В Танзания ежегодно се струпват около 100 хиляди бели щъркела в район с дължина около 15 мили. Този влажен район е богат на земни червеи, които служат за храна на хилядите птици при миграцията. Наблюдавано е хранително пиратство при щъркелите в Индия, които вземат плячката от гризачи, уловени от тръстиковия блатар. В Полша е известно, че ливадният блатар се възползва от уловената от белите щъркели полевки.

### Гнездене
Белите щъркели гнездят в райони с обработваеми площи, в близост до които има заливни площи или различни по размери естествени или изкуствени водоеми. Гнездата се изграждат върху дървета, сгради, електрически стълбове или създадени от хората платформи. Птиците, които гнездят за първи път в живота си обикновено идват в родното си място, а по-рядко заемат гнездото, в което са излюпени. Проучвания в различни страни сочат, че около две трети от младите щъркели гнездят за първи път в район с радиус от 50 km от родителското гнездо. Останалата част от младите птици гнездят на стотици километри от родното място. Обикновено двойките на белите щъркели не са дружелюбни към съседните. Ако в близост се засели нова двойка, то старата я пропъжда. Макар и рядко белите щъркели живеят в колонии от няколко гнезда, изградени на едно дърво. Нормално белите щъркели населват в гнездото, в което са отгледали малки в предходната година. Ако строят ново гнездо, то в първата година е малко и рехаво. Ако ползват старото, същото бива поправяно от въздействието на атмосферните фактори и надграждано. По-голямото гнездо се свързва с отглеждането на повече малки. Гнездото се заселва в края на март или началото на април, много рядко през май. Обикновено мъжкият пристига първи, доста рядко женската пристига първа, а понякога идват заедно. Женските идват няколко дни след мъжките. Старите птици пристигат по-рано от младите.
Щъркеловото гнездо се изгражда от клони като дългите и здрави служат за основа, а останалите се вплитат между тях. Вътре в него птиците поставят суха трева, по-рядко стари парцали и хартия. Новоизграденото гнездо е с размери около един метър в диаметър и няколко десетки сантиметра високо. Ежегодно то бива достроявано и надграждано и гнездото придобива значителни размери – 2 метра в диаметър, 3 – 4 метра високо и с тегло 1 – 2 тона. Нормално е от гнездото да изпадат клонки, но птиците бързо поправят нанесените щети. Няколко вида птици използват щъркеловото гнездо като място за изграждане на своите гнезда. Сред най-често срещаните видове са домашното и полското врабче, обикновения скорец, а по-рядко керкенез, домашна кукумявка, синявица, бяла стърчиопашка, домашна червеноопашка, чавка и испанско врабче.
Освен място за подслон и мътене на други видове птици гнездото на белите щъркели често може да се наследи от двойка, чийто член е отгледан тук преди това. Случва се, когато старата двойка загине, гнездото да се освободи и заеме от нова двойка. Интересен факт е, че най-старото известно гнездо на бели щъркели използвано дълги години е това построено на кула в малко градче в Тюрингия. То е служило за мътене и отглеждане на новоизлюпените от 1549 до 1930 година.

### Снасяне и мътене
Двойката бели щъркели отглежда обикновено по едно люпило годишно. Нормално женската снася четири яйца, въпреки че е възможно техният брой да варира от 1 до 7. Яйцата са бели, но често изглеждат мръсни или жълтеникави поради глутеновата си покривка. Размерите им са 72,58 × 51,86 mm и тегло 96 – 129 грама, от които черупката тежи 10,76 грама. Инкубацията започва веднага след снасянето на първото яйце, така че при люпенето на пиленцата се наблюдава асинхронност. Инкубацията на всяко от яйцата продължава 33 – 34 дни. Малките се излюпват с бял пух и черни къси човки. Първите новоизлюпени обикновено имат конкурентно предимство пред останалите. За разлика от други видове птици по-силните пилета не са агресивни към по-слабите си братя и сестри, но понякога родителите убиват по-слабите пилета в люпилото. Това се случва по време на недостиг на храна с цел намаляване на размера на потомство, като така се даде шанс на по-силното пиле да оцелее. Голишарчетата на белия щъркел не се нападат помежду си и поради факта че родителите им успяват да осигурят достатъчно количество храна, която да задоволи нуждите на всички. Ето защо родителското поведение на детеубийство се наблюдава много рядко в неблагоприятни годишни условия.

### Отглеждане на малките
Температурата на въздуха и времето в периода на излюпване на пилетата през пролетта са важни фактори за оцеляването на люпилото. Хладните температури и влажното време са причина за повишаване нивото на смъртност. Проучване на излюпените пилета е довело до сравнително неочакван резултат. Броят на пиленцата, които се излюпват по-късно и успешно достигат до зряла възраст, е по-голям от този на оцелелите по-рано излюпени. Телесното тегло на пилетата се увеличава бързо през първите няколко седмици и достига връх при тегло от около 1,2 kg около 45-дневна възраст. Линейната дължина на клюна се достига за около 50 дни. Малките птици се хранят със земни червеи и насекоми, които родителите им донасят в гушата и повръщат на пилетата. По-отрасналите пилета успяват да вземат храната от клюновете на родителите си. За изхранването на едно малко са нужни 1,5 kg храна на ден. Младите птици напълно се оперват до 58 – 64 ден от излюпването си.
Обикновено полова зрялост при белите щъркели настъпва на около четиригодишна възраст, въпреки че е възможно да започнат да люпят на две – до седемгодишна възраст. Най-старият известен бял щъркел живял на свобода е бил на 39 години, опръстенен в Швейцария, докато птици, отглеждани в плен, са живели в продължение на повече от 35 години. Младите щъркели, недостигнали полова зрялост и завърнали се от юг през следващите години след излюпването, не се връщат при своите родители. Те не правят и гнезда. Движат се на ята, летуват на открити площадки. Белите щъркели са моногамни, но ако загубят партньор, не остават самотни до края на живота си, а намират друг.

### Общуване
Възрастните птици на белия щъркел могат шумно да тракат с клюн. Звукът, който се издава, наподобява изключително много картечен огън. Птицата издава тези звуци чрез бързо отваряне и затваряне на човката, така че при почукването се създава звук, след което човката отново се отваря. Звукът се усилва от гърлената торбичка, която действа като резонатор, чрез който звукът се различава по сила и честота. Например по-бавно трака по време на копулация, а траканията са по-кратки в случай на известяване за опасност. Единични звуци издават възрастните птици, които наподобяват на слабо, едва чуващо се свистене. Малките могат да издават резки съскащи звуци, подобни на котешко съскане в случаите, когато просят храна от родителите. Подобно на възрастните и младите също тракат с човките си. Интересно е и поведението на птицата по време на тракане на клюна. Тя извива главата назад, нагоре, извърта я наляво или надясно, като това се повтаря до няколко пъти. Такова е поведението на птиците след полов акт или е в знак за демонстриране на надмощие.

## Заболявания
Гнездата на белите щъркели са удобно място за живот на дребни членестоноги, особено през топлите летни месеци, когато щъркелите ги населват, за да люпят своите малки. Гнездата са богати на органична материя, която се натрупва в резултат на жизнената дейност на птиците – изпражнения, остатъци от храна, кожа и пера. Тази маса е идеална хранителна среда за акарите. Проучване на видовото разнообразие в органичната материя на дванадесет гнезда открива 13 352 членестоноги от 34 вида. Сред най-често срещаните видове са Macrocheles merdarius, Macrocheles robustulus, Uroobovella pyriformis и Trichouropoda orbicularis. Заедно последните четири вида съставят около 85% цялото количество. Те се хранят с яйца и ларви на насекоми и нематоди, които изобилстват в гнездото. Тези акари стават обитатели на гнездото благодарение на разпространението им от копрофагни бръмбари от семейство Scarabaeidae или са донесени с полепената по клоните органична материя, които птиците донасят при изграждане на гнездото. Същинската роля на акарите не е изяснена, но се предполага, че служат за регулатор на числеността на вредните организми в гнездото. От друга страна те могат да бъдат причина за появата на алергии при щъркелите, да бъдат вектор на вирусни или микотични заболявания при птиците.
Белите щъркели биват и гостоприемник на паразитни кърлежчета. Сред тях са видовете Freyana pelargica, Pterolichus ciconiae и Xoloptes didactylus, които живеят сред перата. Паразитните акари се хранят с кератин от перушината или с мазнината, която служи за смазване на перата. Пероядите от вида Colpocephalum zebra паразитират в областта на крилата, а тези от Neophilopterus incompletus по цялото тяло.
Белият щъркел е преносител на няколко типа вътрешни паразити, като Toxoplasma gondii чревни протозойни паразити от род Giardia. Изследване на 120 бели щъркела от района на провинциите Саксония-Анхалт и Бранденбург в Германия установява, че са носители на единадесет вида трематоди, четири цестоди и три вида нематоди. В два рехабилитационни центъра в Испания са приети за възстановяване бели щъркели инвазирани с трематода Chaunocephalus ferox. Паразитът причинява лезии на лигавицата на тънките черва, а птицата отслабва и бързо губи тегло.
Западнонилската треска е заболяване, чиито причинител циркулира между птиците и кръвосмучещите комари. Мигриращите птици могат да станат причина за разпространението на заболяването сред популациите на птици и хора в незасегнати райони. На 26 август 1998 г. е наблюдавано ято от около 1200 мигриращи отклонили се от курса си към Ейлат бели щъркели. Птиците в ятото били стресирани, размахвали често криле, с цел да се върнат към правилната посока. Няколко от птиците умрели. При аутопсията и взетите материали за изследване е установено наличието на вирулентен щам на вируса на Западнонилската треска сред младите щъркели. При други щъркели са установени антитела срещу причинителя на заболяването. През 2008 г. в спасителен център в Полша са открити антитела срещу вируса на заболяването при три млади бели щъркела.
В периода 2003 – 2008 г. в Германия са взимани проби от диви птици, включително и от 600 бели щъркела. Същите са тествани за Високопатогенна инфлуенца. През април 2006 г. е регистриран високопатогенният щам H5N1 при два открити мъртви бели щъркела. При други изследвания е установено, че щъркелите са носители и на вируса на Псевдочумата по птиците и три херпесвируса, причинители на заболявания сред птиците.

## Природозащитен статус
Спадът на популацията на белия щъркел в последните десетилетия се дължи на индустриализацията и промяна на земеделието. Това е свързано с масово пресушаване на блатата и преобразуване на земеделските площи и ливадите в монокултурни блокове, засети от царевица например. Тези промени в някои части на Европа започват още през 19 век, в резултат на което щъркелите изчезват от Белгия още през 1895 г., а до средата на следващия век птиците изчезват и от други западноевропейски страни и райони. Това обстоятелство е причината до момента да се проведат шест международни преброявания на числеността на белия щъркел. Проведените преброявания са през 1934, 1958, 1974, 1984, 1994/1995, 2004/2005 г. България се включва в тези преброявания през втората половина на 20. век, като използва анкетни данни. При последните преброявания анкетните данни постепенно са заменени от индивидуални посещения до всяко от гнездата от доброволци преброители. Така през 1988 г. състоянието на вида в световен мащаб е определено като Почти застрашен вид, но в резултат на стабилното увеличение на числеността му отново е оценен като Незастрашен вид през 1994 г. Заплахите за вида днес не са намалели и включват продължаващата загуба на влажните зони, сблъсъци с електропроводи, използване на пестициди за борба срещу скакалците в Африка и до голяма степен незаконния лов на местата, през които преминават миграционните маршрути и местата за зимуване.
Помощ на пострадали щъркели в България се оказва от Спасителния център за диви животни към сдружение Зелени Балкани, намиращ се в Стара Загора. Ежегодно тук се приемат бели щъркели, които по различни причини са попаднали в беда. Най-честите причини са изпадане от гнездото, токов удар и запалване на гнездото, неблагоприятни атмосферни влияния върху птиците, оплитане със сизал, бракониерство и недобронамерено отношение от страна на хората и други. Птиците се лекуват, възстановяват и отглеждат до момента, в който лекуващите ги преценят, че могат самостоятелно да осигуряват храната си. Така те ще могат да заякнат и спокойно да мигрират в края на лятото. В много от случаите птиците не могат да бъдат върнати в дивата природа и често биват евтаназирани или остават завинаги в Спасителния център. Рехабилитираните бели щъркели се освобождават в района на Защитена местност „Злато поле“ край Марица. Тук доброволци са изградили платформи с гнезда. През 2011 г. от Спасителния център са пуснати повторно на свобода 56 бели щъркела, основно малки, излюпени през настоящата година.

## Взаимоотношения с хората
Белият щъркел е птица, която се храни с насекоми и дори полевки, които са вредители в селското стопанство, като по този начин в буквалния смисъл на думата спасява част от хляба на хората. Това е една от причините белият щъркел да е най-едрата птица, която живее толкова близо до човека. Именно доброто отношение на хората към белия щъркел е позволило тази едра птица да живее толкова близо до жилищата им.

### В културата, митологията и религията
В старогръцката митология щъркелът е въплъщение на омагьосаната богиня Герана, която вечно търси своето бебе. Според легендите Герана се омъжила за пигмей и родила син. Герана била обаче много красива и това предизвикало яростта на Хера, която я превърнала в щъркел. Пигмеите отвлекли сина ѝ. Това е причината Герана ежегодно да отлита на юг в търсене на своето бебе.
Древното гръцкото законодателство, наречено Пеларгония произлиза от старогръцката дума за щъркел – πελαργός, пеларгос и изисква от гражданите да се грижат за възрастните си родители. Гърците наказвали и убийството на щъркел със смърт. Птиците са защитени и в Антична Тесалия, поради това че ловуват змии. Римските писатели отбелязват пристигането на белия щъркел през пролетта като знак за лозарите да започнат резитбата на лозята.
Според древноегипетската религия щъркелът е въплъщение на една от особеностите на човешката душа, наречена Ба. Тя е изобразявана като птица (обикновено щъркел) с човешка глава. Според легендите миграцията на птиците се свързва с това, че всяка нощ влиза и отново излиза от човешкото тяло, а в задгробния живот окончателно се свързва с него.
На иврит думата за щъркел е еквивалент на израза „мила майка“. Това се дължи вероятно на забелязаните от хората грижи, които птицата полага за своето поколение. Щъркелът за евреите е символ на родителските грижи.
В скандинавската митология щъркелът е символ на семейните ценности. Причината за това е моногамният характер на сексуално поведение на вида, макар и това да не е напълно вярно. За ранните християни, щъркелът се превръща в емблема на целомъдрен брак. Тази символика продължава до 17 век. Мюсюлманите почитат белите щъркели, поради факта че ежегодно при миграцията си те преминават над свещения за тях град Мека.
През Прутската война крепостта Сорока е обсадена от османските войски. Легендата за спасението на крепостта казва, че бял щъркел носил грозде до бранниците вътре. То дало сили на хората и обсадата била отблъсната. Благодарение на легендата днес белият щъркел е символ на лозарството и винопроизводството в Молдова.
Интересен факт е завръщането в Европа на ранени от стрела бели щъркели. Те носят части или цялата стрела със себе си. Това обяснявало до известна степен къде изчезват птиците през есента. Първият известен такъв ранен със стрела бял щъркел е намерен в селце в Мекленбург през 1822 г. Птицата била със стрела във врата си и е препарирана. Днес тя е изложена в Университета в Рощок.
Много хора смятат, че ако щъркели изградят гнездо върху дома им, това ще ги предпази от гръмотевици. Схващането обаче е твърде погрешно. Около 3% от подрастващите щъркелчета загиват от гръмотевични удари. Въпреки това германците и холандците смятат, че щъркеловото гнездо предпазва дома им от пожари, като поощряват птиците да създадат дом на покрива им, като поставят изкуствени платформи. Поляците, украинците и литовците смятат, че щъркелът носи хармония в семейството, в дома на чийто покрив изгради гнездо. Чешкото фамилно име Чапек в превод означава малко щъркелче. Съществуват редица предания, които придават на щъркела магически способности. Според народните вярвания местата, на които птицата свива гнездо, са предпазени от магии и нещастия. Белият щъркел символизира вярност и плодовитост в дома, носи здраве, богатство и късмет.
Щъркелът носи и голяма символика в случаите, когато се появи в сънищата. Според някои съновници сънува ли някой щъркел, трябва да се пази от кражби и загуби. Ако кацне на къщата, в която живее сънуващият, то тогава той ще се задоми или ще има бебе. Ако щъркелът е хванат на сън, човекът ще живее с този, когото обича. Кръжат ли щъркели над главата на сънуващия, то тогава ще се постигнат желанията и копнежите му. В случай че в съня си човек види щъркели в гнездо с малки, ще има много семейни радости. Щъркеловото гнездо в съня е предзнаменование, че някой близък ще замине или ще напусне семейството. Ако щъркел хвръкне от своето гнездо, то сънуващият ще загуби любовта си.
Съществуват и редица поговорки за щъркелите. Според една от тях жабите се плашат от щъркела така, както жената от старостта. Не по-малко известни са и басните на Езоп. В някои от тях щъркелът е един от главните персонажи. Едни от най-известните са „Вълкът и щъркелът“ и „Лисица и щъркел“.

### Щъркелът и бебетата
Според митологията, „щъркелът“ е отговорен за донасянето на бебетата. Тази история вероятно се е появила, защото белите щъркели имат навик да гнездят на комините в градски области, и съответно често биват забелязани около човешки селища.
Според легендата в Северна Европа щъркелът носи бебетата на техните родители. Макар че е много древна, легендата става популярна благодарение на Ханс Кристиан Андерсен. Според немския фолклор щъркелите взимали бебетата от пещери и блата и ги донасяли с кошница на гърба или във вързоп, закачен на клюна. Бебетата оживявали от т.нар. „щъркелови камъни“, след като бъдат взети от птицата. След като ги донесат до дома, детето е предавано на майката или щъркът го пуска през комина. Домакинствата, които желаят да имат деца, известяват това свое желание, като поставят бонбони по первазите на прозорците. От Северна Европа легендата се разпространява в страните от целия свят.

### Щъркелът в българската култура
Най-широко разпространената традиция, свързана с българския фолклор, е носенето на мартеницата в началото на пролетта. Сваля се чак тогава, когато се види първият щъркел, като веднага се закачва на разцъфнало или зелено дръвче или се слага под камък. Причината за това според народните поверия е, че птицата е предвестник на пролетта и показва края на студените и началото на топлите дни през новата година. Според друго поверие прелетните птици, какъвто е и белият щъркел, са символ на плодородието. Мартеницата трябва да се носи от млади жени, на които им предстои раждане.
Българските поверия, свързани с белия щъркел, се виждат в разказа „Нане Стоичковата върба“ на Елин Пелин. Докато двойките живеят необезпокоявани върху върбата в двора на Нане Стоичко, то и в дома му цари спокойствие. Когато героят отсича дървото, което е и дом на птиците, то и в човешкия дом идва проклятието.
В България легендата за носенето на бебетата от щъркела е чужда. Плодородието е било свързвано с други видове животни, но не и с птицата. Още повече бебетата при младите двойки са се раждали през лятото или есента, следствие на сезона, през който са се правели сватбите. Единствената връзка с това поверие, е че в някои части на България щъркелите идват на Благовещение (25 март). Оттук може да се направи и връзка с благата вест за зачеването на Исус Христос, която получила Мария, с бременността и раждането.
Според поверие, ако човек види първия за годината щъркел в полет, то всичко през настоящата година ще му върви добре (сякаш „хвърчи“). Ако щъркелът е кацнал, то и виделият го ще е сънлив и мързелив през идното лято. Ето защо пожеланието на хората било „Щъркел хвърчи – и аз да хвърча“. Щом децата видят щъркел, трябва да подскачат на един крак, имитирайки дългокраката птица и да изричат заклинания за здраве. Може и да хвърлят своята мартеница нагоре и да викат „На ти на тебе мартеница, а дай на мене здраве“.
България е страната в Европа с най-големи концентрации на бели щъркели. По време на масовия есенен прелет, обикновено между 10 август и 30 септември, над страната ни (основно над Бургаския залив) ежегодно прелитат по около 135 000 бели щъркели, групирани средно в 235 ята.